# Nueva era
El término Nueva era (en inglés: New age) se refiere a una serie de prácticas y creencias espirituales o religiosas que crecieron rápidamente en el mundo occidental durante la década de 1970. Las definiciones académicas precisas de la Nueva Era difieren en su énfasis, en gran parte como resultado de su estructura altamente ecléctica. Aunque analíticamente se considera con frecuencia como algo religioso, los que participan en ella suelen preferir una designación en términos como Mente, Cuerpo, Espíritu o «espiritual» y rara vez utilizan el término Nueva Era ellos mismos. Muchos académicos del tema se refieren a él como el Movimiento Nueva Era o Movimiento New Age, aunque otros rechazan este término y sugieren que es mejor verlo como una comunidad social o un zeitgeist.
Como forma de esoterismo occidental, la Nueva Era se basó en gran medida en una serie de tradiciones esotéricas más antiguas, en particular, las que surgieron del ocultismo que se desarrolló en los siglos XVIII y XIX. Entre las influencias ocultistas más destacadas se encuentran las obras de Emanuel Swedenborg y Franz Mesmer, así como las ideas del espiritismo, el Nuevo Pensamiento y la Teosofía. Una serie de influencias de mediados del siglo XX, como las religiones OVNI de la década de 1950, la contracultura de la década de 1960 y el Movimiento del Potencial Humano, también ejercieron una fuerte influencia en el desarrollo temprano de la Nueva Era. Los orígenes exactos del fenómeno siguen siendo controvertidos, pero hay acuerdo general en que se convirtió en un movimiento importante en la década de 1970, momento en el que se centró en gran medida en el Reino Unido. Se expandió y creció en gran medida en las décadas de 1980 y 1990, en particular en Estados Unidos. A principios del siglo XXI, el término New Age era cada vez más rechazado dentro de este entorno, y algunos académicos sostienen que el fenómeno New Age terminó en ese entonces.
A pesar de su naturaleza altamente ecléctica, se han identificado una serie de creencias que se encuentran comúnmente dentro de este movimiento. Desde el punto de vista teológico, las creencias de Nueva Era suelen creer en una forma holística de divinidad que impregna todo el universo, incluidos a los propios seres humanos. Por lo tanto, hay un fuerte énfasis en la autoridad espiritual del yo. Esto va acompañado de una creencia común en una amplia variedad de entidades semidivinas no humanas, como ángeles y maestros, con los que los seres humanos pueden comunicarse, especialmente a través de la forma de canalización. Una creencia común dentro del movimiento Nueva Era es que, si bien la humanidad vivió en una época de gran avance tecnológico y sabiduría espiritual, ha entrado en un periodo de degeneración espiritual que se remediará con la instauración de la próxima Era de Acuario, de la que el medio recibe su nombre. También hay un fuerte enfoque en la curación, particularmente utilizando formas de medicina alternativa, y un énfasis en la noción de que la espiritualidad y la ciencia pueden ser unificadas.
Centrados principalmente en los países occidentales, los creyentes envueltos en el movimiento New Age han sido predominantemente entre la clase media y media-alta. El grado de involucramiento de los miembros de la Nueva Era varía considerablemente, desde los que adoptan una serie de ideas y prácticas hasta los que la abrazan por completo y le dedican su vida. Este movimiento ha generado críticas por parte de organizaciones cristianas establecidas, así como de neopaganismo y comunidades indígenas. A partir de la década de 1990, el movimiento New Age se convirtió en objeto de investigación por parte de académicos de estudios religiosos.

## Concepción
Diversos estudiosos de este fenómeno han rechazado el uso de etiquetas terminológicas tradicionales para definir una corriente como la Nueva Era. Según Vicente Merlo, el término «movimiento» sería el más adecuado, ya que carece de las connotaciones de carácter institucional, dogmático o cultural que comúnmente se asocian a otros términos como «iglesia», «secta» o «culto». Dada la dificultad de delimitar el concepto de «religión», sería preferible calificar la Nueva Era como uno entre diversos «nuevos movimientos espirituales» surgidos en fechas recientes.
Por su parte, Paul Heelas sostiene que la palabra «movimiento» no es adecuada ya que implica una organización y administración de las que la Nueva Era carece.

La revitalización hoy en día del interés por la brujería, la magia y lo oculto en general, todo forma parte de la llegada de la Era de Acuario.
Doreen Valiente

La Nueva Era promueve un retorno del ocultismo, la hechicería y las supersticiones, otorgando nuevos nombres a prácticas ancestrales.
Los propagandistas de la Nueva Era tratan de persuadir a participar en prácticas como la adivinación, la astrología, la telepatía y la comunicación con los espíritus.

## Creencias

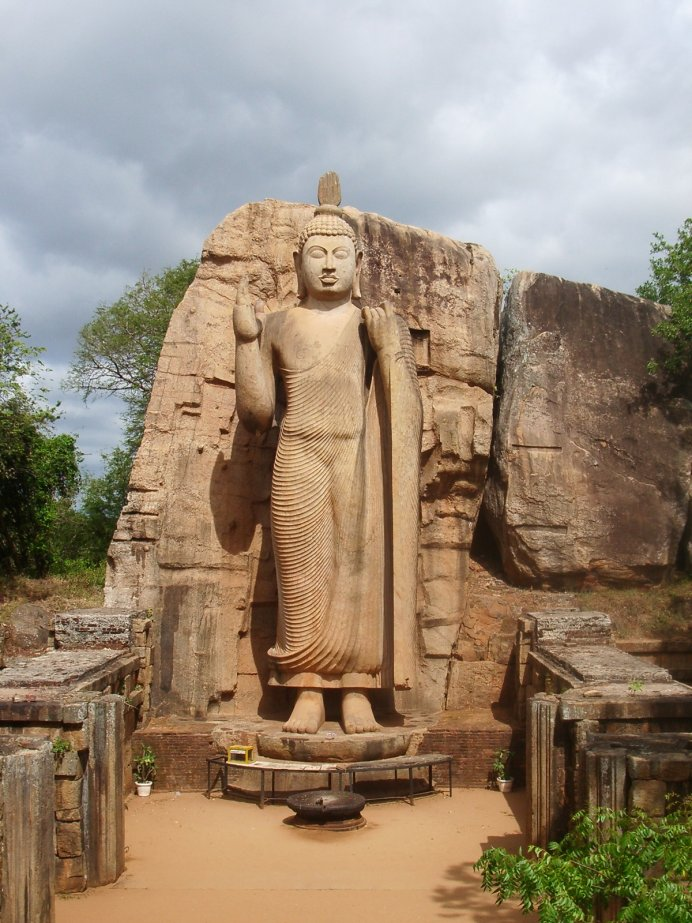
Buda

Su sistema de creencias no está unificado sino que es un agregado de creencias —sincretismo— y de prácticas a veces mutuamente contradictorias. Las ideas reformuladas por sus partidarios suelen relacionarse con la exploración espiritual, el misticismo y el mantenimiento de la salud, el higienismo de principios del siglo XX, el chamanismo y animismo, y corrientes místicas modernas como la antroposofía. 
Algunas de estas creencias son reinterpretaciones de mitos y religiones, sin ser consistentes con ninguna de ellas. Así, hay individuos que emplean un enfoque del tipo «hágalo usted mismo», otros grupos con sistemas de creencias establecidas que recopilan religiones, y aún otros sistemas de creencias fijos, como los clubs u organizaciones fraternales. Por ejemplo, pueden compatibilizar el dogma cristiano de la divinidad de Jesucristo con el karma como mecanismo de justicia, y a la vez negar la existencia del infierno. Es frecuente que los conjuntos de creencias así adoptados rechacen los aspectos más negativos de las mitologías o religiones en que se basan, adoptando los más agradables. Debido a la variedad de creencias a la carta, cualquier categoría coherente puede parecer restrictiva o incompleta.
Algunos creyentes de sectas atribuidas a la Nueva Era, como los neopaganos, rechazan la etiqueta por difusa, y critican que puede ligarlos con otros credos y prácticas. 
Otras prácticas comunes relacionadas con el movimiento nueva era son el reiki, el yoga, la cábala, el veganismo, la meditación trascendental, la  acupuntura, la superstición, las sesiones con supuestos ángeles (angeología), la astrología, las cartas o tarot, el espiritismo, la adivinación, el ecologismo basado en el panteísmo, la ayurveda, el esoterismo, el hermetismo y el ocultismo. 
En la práctica, muchas personas se sumergen o están inmersas en el movimiento nueva era sin siquiera percatarse de ello, debido a la naturaleza del mismo: sincretismo, informalidad y descentralización; a esto se suma la falta de información y formación sólida en ciencia, historia y religión. Otros factores notables que llevan a unirse a este movimiento son las crisis personales, ya sean de índole emocional, económica o familiar.

## Historia

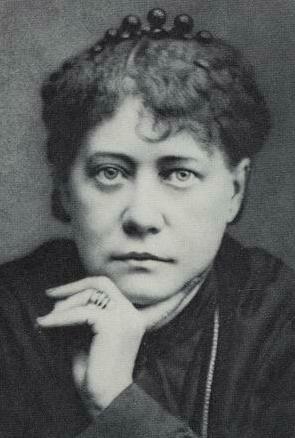
La ocultista rusa Helena Blavatsky (1831-1891).

### Antecedentes
Algunos seguidores de la Nueva Era afirman que sus creencias derivan de tradiciones religiosas y filosóficas judeocristianas o de Oriente Medio, como el ocultismo, hermetismo y otras tradiciones orientales, presentes en religiones como el hinduismo, taoísmo y el budismo.  Por ejemplo, la Sociedad Teosófica (de mediados del siglo XIX), o las obras de Helena Blavatsky (1831-1891) y Alice Bailey (1880-1949), exponían principios que pueden considerarse como precedentes de algunas de las ideas actuales de la Nueva Era:
- Aproximaciones gnósticas —en realidad, neognósticas— a las materias espirituales.
- Lecturas espirituales y canalizaciones mediúmnicas.
- Clarividencia y televidencia moderna.
- Mesmerismo.
- Creencia en poderes curativos de ciertos metales y cristales.
- Utilización de la oración y la meditación como caminos hacia la iluminación.
- Yoga[5]

A lo largo del tiempo ha cambiado el grado de aceptación en la sociedad de estos credos y prácticas.
En los Estados Unidos de América existen los primeros antecedentes de este fenómeno socio cultural,  pues la Sociedad Teosófica, la cual se le puede considerar como la iniciadora de este movimiento, surge en ese país fundada, en su mayoría, por miembros masones.
La expresión Nueva Era se atribuye a una ocultista inglesa de nombre Alice Anne Bailey (1880-1949), que lo utilizó en algunas de sus obras como Discipulado en la Nueva Era o La Educación en la Nueva Era y que en 1932 fundó una asociación llamada Buena Voluntad Mundial con el fin de preparar a la humanidad para un cambio radical
Geográficamente hablando, hay dos centros que sobresalen desde el inicio del movimiento New Age, la “Comunidad Jardín de Findhorn”, ubicada en Big Sur en el noreste de Escocia y el “Centro para el Desarrollo del Potencial Humano de Esalen”, en California, Estados Unidos de América.

### Comienzo
Los historiadores de la religión James Lewis y J. Gordon Melton (1992) definen a la Nueva Era como una subcultura religiosa descentralizada que tiene origen en la contracultura de la década del sesenta y cuya inspiración proviene de fuentes diferentes de la tradición Judeo-Cristiana
El movimiento nueva era comenzó en la década de los '60 en Estados Unidos y Europa por motivaciones políticas, y hoy está muy vigente en cientos de naciones, incluido México.

### Evolución

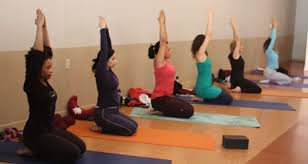
Personas practicando yoga

...en Estados Unidos, en la década del setenta, quienes concentraban la atención era los maestros espirituales orientales, en la década de los ochenta el interés se centraba en la canalización de entidades espirituales, y en la de los noventa son el chamanismo y la espiritualidad de los indígenas norteamericanos los que parecen estar de moda
Figuras que destacaron como maestros espirituales, la mayoría migrados de oriente hacia occidente son Maharishi Mahesh Yogi (por un tiempo gurú de los Beatles y también relacionado con Deepak Chopra), Sathya Sai Baba, Osho, Paramahansa Yogananda, Sri Sri Ravishankar, Swami Chidvilasananda, Bhaktivedanta Swami Prabhupada, etc. Algunos de ellos han tenido problemas legales, incluyendo los de abuso sexual.

Después de una etapa de fascinación por los gurús, principalmente en Estados Unidos entre personas del medio artístico y político, en occidente se ha expandido la práctica del yoga y hay voces que señalan algunos posibles beneficios a la salud que genera dicha práctica, sin embargo, el yoga practicado en Occidente no tiene siempre un matiz de espiritualidad, y hay quienes destacan las influencias occidentales que ha sufrido esta práctica a través de su historia desde su introducción a la cultura occidental, al día de hoy son más visibles los locales donde se realiza esta práctica, llegando incluso a promocionarse o practicarse dentro de centros escolares, televisión y gimnasios. Se han expandido también centros de reiki, medicina alternativa, acupuntura, adivinación, meditación trascendental, homeopatía, etc. El fenómeno en general de la nueva era se ha filtrado ya en varios países de Latinoamérica y también en España.

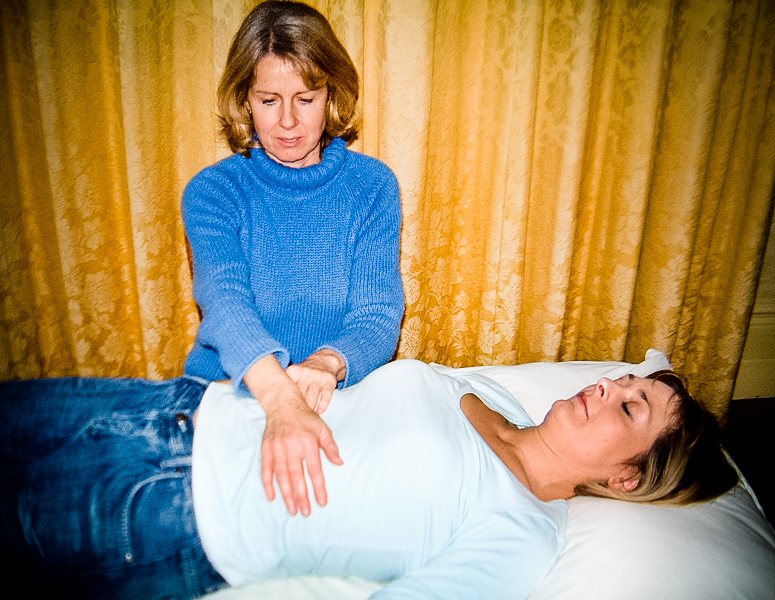
Terapeuta reiki

El avance del fenómeno nueva era tiene como uno de sus factores la crisis de la posmodernidad y del posmaterialismo, además de la crisis personal; así como la falta de información y formación sólida en ciencias, historia y religión por parte de la población.
Debido a que el fenómeno se ha difundido en esferas de las Iglesias tradicionales, la jerarquía de la Iglesia católica en México alertó a sus fieles acerca de algunos de los supuestos riesgos que implica el fenómeno nueva era.
El fenómeno también se ha filtrado en la literatura, siendo la editorial Sirio y Hay House Inc. algunas de las editoriales que publican literatura relacionada, mezclada o propiamente de la nueva era. La fundadora de Hay House Inc. Louise Hay, ha sido considerada por la New York Times Magazine como la reina de la nueva era, en su artículo The Queen of the New Age. La editorial Hay House es una de las principales publicadoras para autores nueva era; propagando así el fenómeno y la pseudociencia en general.
Empresas como IBM, AT&T y General Motors llegaron a adoptar seminarios nueva era para intentar incrementar la productividad y eficiencia de sus empleados, lo cual en varios casos tuvo como consecuencia que los empleados demandaran a sus empleadores alegando que estos seminarios dañaban la salud psicológica o infringían en sus credos religiosos. Esta práctica se ha infiltrado en algunas organizaciones de mercadeo en red.

## Aspectos económicos
Algunos seguidores de la nueva era creen en vivir de forma sencilla y sustentable para reducir el impacto de la humanidad en los recursos naturales del planeta. El movimiento Nueva Era se ha centrado en reconstruir un sentido de comunidad para contrarrestar el colapso social; esto se ha llevado a cabo a través del establecimiento de comunidades donde las personas pueden vivir y trabajar con un estilo comunal. Los centros de la Nueva Era se han establecido en varias partes alrededor del mundo, representando una forma institucionalizada del movimiento. Los ejemplos más notables incluyen la Universidad Naropa en Boulder, Colorado; Retiro Hollyhock cerca de Vancouver; y el centro Skyros en Skyros. Critican el estilo educativo occidental como contraproductivo respecto al ethos del movimiento, muchos grupos Nueva Era han establecido sus propias escuelas para la educación de los niños, aunque en otras ocasiones tales grupos hayan logrado introducir técnicas espirituales de la Nueva Era en establecimientos preexistentes.
El sociólogo Steven Bruce argumentó que, "negando la validez de los controles impuestos externamente y enfocándose en la divinidad interior", la Nueva Era buscaba desmantelar el orden social preexistente, pero que falló en presentar algo que se adecuara como reemplazo. Heelas, sin embargo, advirtió que Bruce había llegado a esta conclusión basado en "evidencia débil". Por otra parte, la antropóloga Lisa Aldred argumentó que solo una minoría de los practicantes de la Nueva Era participaban en actividades comunitarias; de hecho, ella declaró que la mayoría de los miembros de la Nueva Era participaban a través de la compra de libros y productos dirigidos al mercado Nueva Era, posicionando a la Nueva Era como un movimiento principalmente consumista y comercial.

## Críticas, Perjuicios y riesgos
A las corrientes de la nueva era se les crítica por distorsionar las creencias y/o tradiciones antiguas provenientes principalmente del oriente, entre ellas podemos nombrar por ejemplo el Tantra, el cual en occidente se considera popularmente como una forma de esoterismo sexual, o el Kundalini yoga, que ha pasado a ser solo considerado como una práctica de esoterismo; sin por ejemplo los conceptos de la filosofía india y otras facetas presentes en ellos.
Igualmente, varios gurús orientales que han tenido auge con el movimiento nueva era han tenido incidentes por cuestiones sexuales o enfrentado cargos por delitos sexuales, fiscales, homicidio, drogas o prostitución.

"Sí, hubo una gran conmoción acerca de cuando él (Maharishi) intentó violar a Mia Farrow o intentó salir con Mia Farrow y varias otras mujeres, cosas como esas". Escribió John Lennon, de los Beatles .   
("Yeah, there was a big hullabaloo about him trying to rape Mia Farrow or trying to get off with Mia Farrow and a few other women, things like that").

.

"Un número creciente de seguidores alegan que él (Sathya Sai Baba) los abusó sexualmente o a sus familias".
("increasing numbers of former followers are alleging he has sexually abused them or their families").

.
Sanniasins occidentales financiaban estadías en el ashram de Osho a través de la prostitución y tráfico de drogas.
En México, la mayoría de los lugares donde se enseña yoga no están certificados por el Instituto Mexicano de Yoga. Todas estas irregularidades en la operación de los lugares donde se llevan a cabo prácticas varias relacionadas con la nueva era, sumadas a las características de descentralización, sincretismo e informalidad del fenómeno, ponen en riesgo a las personas de sufrir estafa, fraude, o algún otro tipo de problema o situación desfavorable.

## Pensamiento

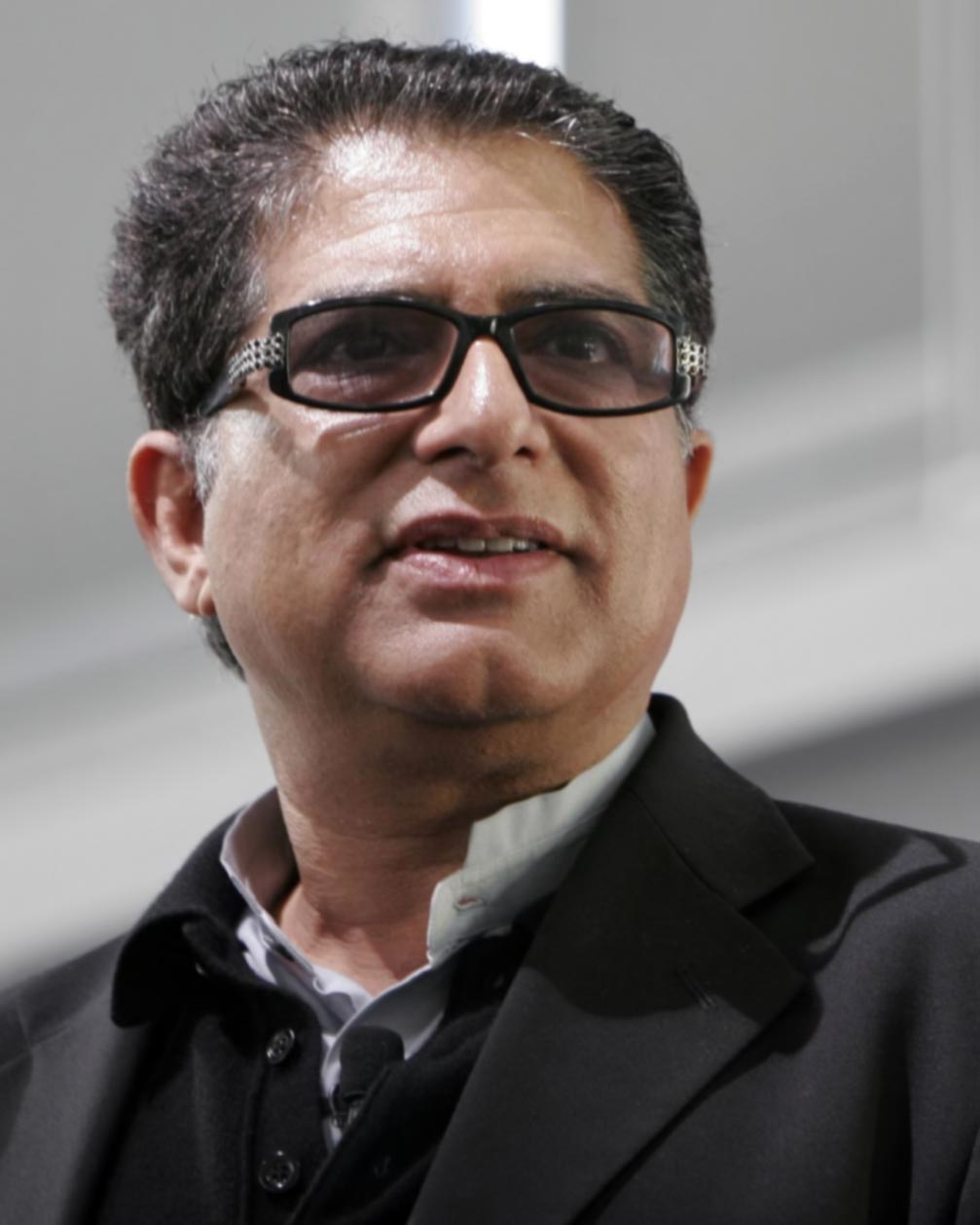
Deepak Chopra, autor de libros con temáticas de misticismo cuántico

Los partidarios de la Nueva Era tienden a redefinir el vocabulario prestado por varios sistemas de creencias. Al haber adoptado términos tomados de varias ramas de la ciencia, como la física cuántica y la psicología, adaptándolos o redefiniéndolos para tratar de dar respaldo a sus hipótesis sobre la curación sobrenatural la Nueva Era ha acabado por ser considerada una pseudociencia.
Como los movimientos ocultistas de siglos pasados, muchos grupos que se identifican con los postulados de la Nueva Era tienden a utilizar una jerga particular, que resulta críptica a quienes no conocen la doctrina. El significado de un término en el ámbito de la Nueva Era suele diferir bastante del uso común, y se describe frecuentemente como «intencionadamente inaccesible». El lenguaje puede servir para escuchar que no se debe dar información en exceso al que presumiblemente no la entendería. Como ya se ha comentado antes, este comportamiento no es intrínseco de la doctrina básica de la Nueva Era.
Otros opinan que aunque en el pasado pudo haber necesidad de vocabulario intencionadamente inaccesible y secretismo por las persecuciones, inquisición, etc. actualmente, debido a la libertad de expresión, los conocimientos están accesibles a todos, seguidores o no, de cada movimiento, ideología o corriente. Por ejemplo, técnicas de yoga que fueron secretas o confidenciales durante milenios aparecen ahora descritas en numerosos libros escritos por yoguis y no yoguis, y, naturalmente, en Internet.
Entre la variedad de credos y prácticas, ciertos modos de pensamiento son recurrentes:
- La primacía de la experiencia subjetiva. De acuerdo con sus raíces de fenómeno contracultural y su naturaleza sincrética, los seguidores de la Nueva Era pretenden buscar una aproximación relativista a la verdad, refiriéndose frecuentemente a la declaración védica de «una verdad, pero muchos caminos» que también se encuentra en la afirmación espiritual del budismo zen de «muchos caminos, una montaña». Esta creencia no es solo una aseveración de elección personal en los asuntos religiosos, sino también una aseveración de que la verdad misma se define por el individuo y su experiencia de ella.

Este relativismo no es meramente un relativismo espiritual, sino que también se extiende a las teorías físicas. La realidad es considerada de un modo experimental y subjetivo. No se pretende que muchos fenómenos sean repetibles en el sentido científico, ya que se presume que son aparentes solo para la mente receptora; por ejemplo, se afirma que una mente escéptica no puede lograr la telepatía, ya que está condicionada para cerrarse en banda al fenómeno. Este es otro punto de crítica al New Age: su incapacidad para producir resultados falsables, a pesar de hacer afirmaciones que intersecan en el campo de la ciencia y no solamente de la espiritualidad.
- Rechazo de la ciencia «ortodoxa», considerándola como cientificismo : Existe una visión típica basada en el misticismo (más que en la teoría y la experiencia) para describir y controlar el mundo externo. Por ejemplo, se cree que la lectura del tarot funciona debido al principio de interconectividad, en vez de ver el éxito (o fracaso) de dicha lectura como una evidencia del principio de la interconectividad. Las diversas teorías vitalistas de la salud y la enfermedad que sostienen los partidarios de la Nueva Era constituyen otros tantos ejemplos.

A diferencia del método científico, la falta de resultados de algunas prácticas para lograr la respuesta esperada no se considera como un fracaso de la teoría subyacente, sino que se atribuye a la interferencia de factores sutiles, difíciles de tener en cuenta y que aún se desconocen.
En este contexto de relativismo, se pueden encontrar varios conceptos comunes:
- Fuerzas. Se afirma comúnmente que existen fuerzas o agentes sutiles, capaces de interaccionar y producir cambios sobre el mundo espiritual (en las emociones por ejemplo) y el mundo físico (haciendo que sucedan distintos fenómenos). Estas fuerzas serían agentes de cambio de la naturaleza, pero desconocidas por la ciencia; y se mantiene que operan siguiendo reglas como las fuerzas físicas. El concepto puede equipararse al tradicional de magia.Maharishi Mahesh Yogi

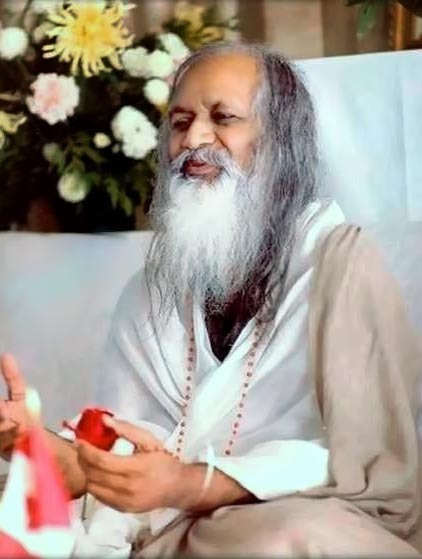
Maharishi Mahesh Yogi

- Poder. Si las fuerzas son agentes de cambio, el poder sería la acumulación de dichas fuerzas o la capacidad de producir cambios por medios paranormales, usualmente se le considera concentrado en un objeto, lugar o persona. Muchos creen transferible este poder mediante el contacto físico o la mera proximidad con fuentes de poder. Algunos creen que puede acumularse o agotarse en una persona u objeto mediante una variedad de mecanismos, así como el modo de vida y la proclividad a prácticas esotéricas que «gastan» o «recuperan» el poder. Se sostiene que este poder es observable por ciertos individuos dotados, en forma de «auras» o energía; y cuando se encuentra en gran concentración, hay quienes creen que puede ser peligroso.

- Energías. Es una de las ideas más difusas, y puede referirse a seres invisibles (espíritus), o a cualquier concepto que no tenga una definición concreta pero siempre invisible. Es una palabra comodín para nombrar algo que no se sabe cómo llamarlo.

- Espíritu: la creencia en una entidad sutil y trascendente en los seres conscientes de sí, es compartida en todas las vertientes de la New Age.

- Un cosmos interconectado. La idea de que los entes están unidos a un nivel fundamental, y que tal unión se manifiesta en ocasiones bajo la forma de sincronismos o milagros, es también recurrente.

De forma adicional, muchas prácticas y creencias del ámbito de la Nueva Era recurren a lo que puede ser calificado de pensamiento mágico, tal como lo define James Frazer en su monumental obra The golden bough (La rama dorada). Ejemplos comunes son el principio de que los objetos una vez que entran en contacto, mantienen un enlace práctico, o que los objetos que tienen propiedades similares ejercen efectos unos sobre otros; y la ley de la atracción.

## Religión
Los seguidores de la Nueva Era creen que no contradicen muchos de los sistemas de creencias tradicionales, sino que completan las verdades últimas contenidas en ellos, separando estas verdades de la falsa tradición y el dogma. 
De otro lado, los miembros de otras religiones suelen señalar que el movimiento de la Nueva Era comprende mal estos conceptos religiosos, y que sus intentos de sincretismo religioso son vagos y contradictorios, punto en el cual están de acuerdo los escépticos y ateos, quienes sugieren que toda religión es la malinterpretación que el hombre da a causas naturales, agregándole elementos sobrenaturales de su propia superstición.

## Espiritualidad
Muchos individuos son responsables de la reciente popularidad de la espiritualidad de la Nueva Era, especialmente en Estados Unidos.
James Redfield, autor de The Celestine Prophecy (Las nueve revelaciones) y otros libros afines a la Nueva Era presentan un sistema de vida abierto, basado en el espíritu y derivado de su propia doctrina macrocósmica referente al estado de la evolución de la conciencia de la humanidad. Marianne Williamson escribió su A return to love cuando terminó de trabajar personalmente sobre Un curso de milagros. La espiritualidad de la Nueva Era coexiste y se correlaciona con el cambio de paradigma fundamental de cada individuo.
La aproximación gnóstica de la mirada interior experimental y la revelación de la verdad puede estar cercana a las metodologías de la oración y la espiritualidad que utilizan los seguidores de la Nueva Era. Debido a la naturaleza personal individualista de la verdad revelada, algunos autores críticos identifican la Nueva Era como un movimiento neognóstico emparentado con la antigua gnosis con elementos de eclecticismo moderno. En Experiential spirituality and contemporary gnosis, Diane Brandon escribe:

Y este énfasis en la espiritualidad y la conciencia refleja un reconocimiento de que somos, en esencia, seres espirituales ―y seres de energía pura, ya que la conciencia es una forma de energía― aunque creamos estar en el cuerpo.
Diane Brandon

Somos seres espirituales que tienen una experiencia humana.
Neale Donald Walsch

Nuestros cuerpos están contenidos dentro de nuestra conciencia, y nuestra conciencia no está contenida dentro de nuestro cuerpo.
Deepak Chopra

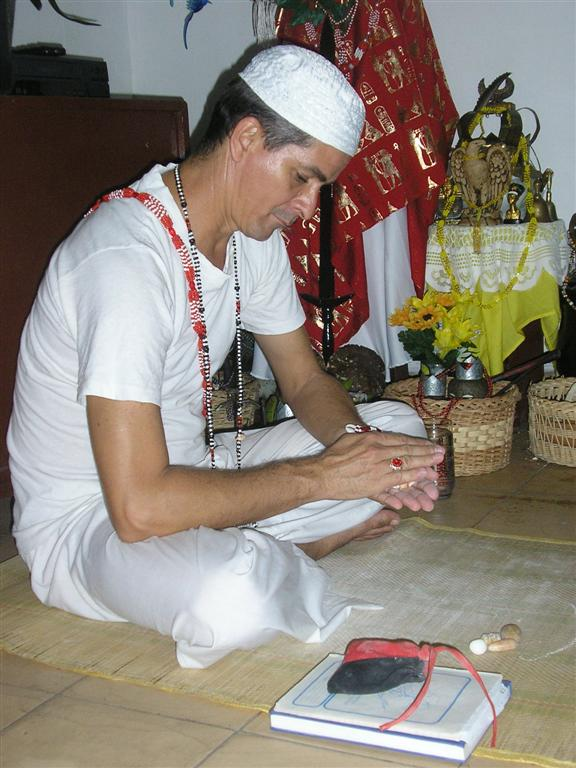
Brujo santero

Muchos han teorizado que el interés actual en la espiritualidad puede ser en parte visto como una reacción contra el racionalismo y el excesivo énfasis sobre lo estrictamente material y empírico: hay un deseo de trascendencia espiritual, en vez de sentirse atascado en una inmersión estricta en lo físico. Por ejemplo, tras un par de siglos de énfasis en lo empíricamente probable y concreto, existe un deseo por lo espiritual como antídoto o antítesis.
Sorprende, pues, que los partidarios de la Nueva Era deseen experimentar su espiritualidad, de manera que puedan sentirla, más que simplemente pensar en ella, y que quieran tener cierto control sobre su práctica o manifestación, más que ir estrictamente a través de un intermediario externo. Este cambio a un sentimiento de control sobre la propia expresión espiritual también refleja la tendencia hacia la responsabilidad personal, así como el fortalecimiento personal.

## Libros
- Gonzalo Len (2014). New Age. El desafío. Stella Maris. ISBN 978-84-16128-00-6.
- Raúl Berzosa Martínez (1998). Nueva era y cristianismo: entre el diálogo y la ruptura. BAC. ISBN 9788479143763.
- Marilyn Ferguson (1987). La conspiración de Acuario. Kairós. ISBN 8472451550.
- Paul Heelas (1996). The New Age Movement. Blackwell Publishing. ISBN 0631193324.
- Vicente Merlo (2007). La llamada (de la) Nueva Era. Kairós. ISBN 9788472456426.
- Miguel Ángel Sánchez Carrión (1999). La Nueva Era: ¿sacralización de lo profano o profanización de lo sagrado?. Universidad Iberoamericana. ISBN 9789688593578.